# Cabane de vigne (France)

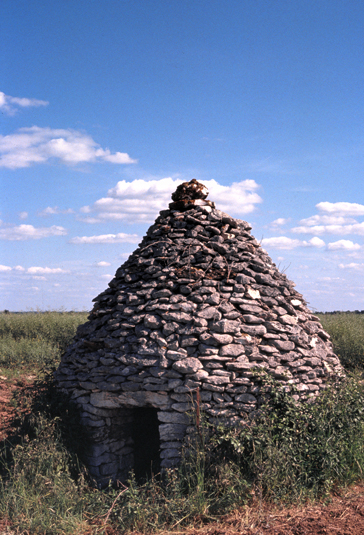
Ancienne loge viticole à Châteauneuf-sur-Cher (Cher).

Une cabane de vigne, ou loge de vigne, est une petite construction rurale isolée, en pierre sèche ou en matériaux végétaux, bâtie dans une parcelle viticole par l'exploitant de celle-ci. Elle ne doit pas être confondue avec la maisonnette de vigne, édifice qui nécessite l'intervention de professionnels et l'achat de matériaux artisanaux ou industriels et qui relève d'un niveau architectural plus élevé.

## Cabane de vigne contre maisonnette de vigne
La cabane de vigne se différencie de la maisonnette de vigne par son caractère rudimentaire, son plan (pièce unique), ses dimensions au sol (réduites), ses techniques de construction (maçonnerie sans mortier, pièces et planches de bois), ses matériaux (pierres arrachées au sol, matériaux végétaux) et son investissement financier minime, voire nul (autoconstruction).
La maisonnette de vigne, comme son nom l'indique, épouse la forme d'une véritable maison et recourt aux mêmes procédés et matériaux de construction que cette dernière : murs de pierre maçonnés au mortier de chaux, parfois de terre, enduits muraux, toit de tuiles ou d'ardoises. Elle peut comporter deux pièces, la seconde servant d'écurie. Sa construction nécessite l'intervention de plusieurs corps de bâtiment (maçon, couvreur, voire charpentier) et un investissement financier.

## Histoire
Autrefois présentes dans les vignobles de France, les cabanes de vigne sont aujourd'hui de plus en plus rares. On en rencontre aussi en Espagne, en Italie, en Suisse et en Allemagne (Weinberghaus).
À l'origine, elles permettaient au propriétaire de ranger quelques outils, de préparer la bouillie bordelaise et de s'abriter lorsqu'il faisait une pause ou en cas d'orage. Mais la mécanisation, le remplacement du cheval par le tracteur, l'accès plus rapide entre la maison et la vigne ont rendu ces constructions moins utiles, d'où leur disparition progressive.

## Typologie

### Cabane de pierre
Il y a la cabane de pierre, à pièce unique, bâtie sans mortier (elle est dite alors en pierre sèche), couverte par une voûte d'encorbellement sous une couverture de lauses. Dans certains cas, un mortier de terre est employé aux fins d'isolation.

### Cabane de planches
Plus rarement, on trouve des cabanes tout en bois, à pièce unique, bâties en planches clouées sur un cadre en bois et coiffées d'une charpente rudimentaire.

## Appellations
Les appellations locales sont très variées.
| Nom                                      | Aire |
| ---------------------------------------- | --- |
| Baraque                                  | Sancerrois / Cher, Villeveyrac (Hérault), Châtillonnais (Côte-d'Or)                                                          |
| Cabane                                   | Indre-et-Loire, Loir-et-Cher, Sarthe, Champagne, Monts d'Or (Rhône)                                                          |
| Cabanòt                                  | Narbonnais (Aude), |
| Caborde                                  | clos de vigne de Champlitte et de Bucey-les-Gy en Haute-Saône, anciennes collines vinifères de Besançon (Doubs),             |
| Caborne / caborgne                       | Monts d'Or (Rhône),. |
| Cabote / cabotte / cabioute              | Côte de Beaune, Côte de Nuits (Côte-d'Or)                                                                                    |
| Caburoche                                | Vendômois, Touraine |
| Cadole / cadolle / cadeule               | Beaujolais, Mâconnais, Chalonnais, Bar-sur-Seine (Aube)                                                                      |
| Capite                                   | Savoie |
| Capitelle                                | Languedoc, Aude |
| Caselle                                  | haut Quercy,. |
| Casot                                    | vignes du canton de Banyuls-sur-Mer et des terrasses vinifères de Collioure (Pyrénées-Orientales)                            |
| Chibotte                                 | Velay (terme savant, première moitié du XXe siècle)                                                                          |
| Gariote / gariotte (c.-à-d. « guérite ») | Périgord, Quercy |
| Loge                                     | Bar-sur-Seine (Aube), Châteauneuf-sur-Cher et Venesmes (Cher), confins de la Creuse et de la Haute-Vienne, Aizecq (Charente) |
| Louège (c.-à-d. « loge »)                | Avalonnais et Vézelien dans l'Yonne                                                                                          |
| Tsabone (c.-à-d. « cabane »)             | anciennes vignes de Vals-près-le-Puy (Haute-Loire)                                                                           |

## Sources et références
1. 1 2 3 4  Claude Royer, Les cabanes de vigne en Europe : essai de typologie fonctionnelle, Bulletin du Centre Pierre Léon d'histoire économique et sociale, 1996, 3-4, pp. 135-140.
2. 1 2 3 4 5 6 7 8 9 10 11  Christian Lassure (texte), Dominique Repérant (photos), Cabanes en pierre sèche de France, Edisud, 2004.
3. ↑  Jean Courrènt, Une ruche-cercueil au lieu-dit Jugnes à Port-la-Nouvelle (Aude) ?, in L'architecture vernaculaire, CERAV, tome 38-39 (2014-2015) : « En Narbonnais, on utilise le mot cabanòt pour la petite cabane bâtie en bordure de vigne. Il y a dans cabanòt, le diminutif affectueux qui convient pour cet abri ouvert, dépourvu de toute prétention. »
4. ↑  Max Pala, Les capitelles de La Palme / Vivre au milieu des pierres, sur le site Archives du sensible, Parc naturel régional de la Narbonnaise, 2012-2013 : « À La Palme comme à Fitou ou Leucate, on disait cabanòt ».
5. ↑  Marcel Lachiver donne, dans son Dictionnaire du monde rural (Fayard, 1997, p. 334), la définition suivante : « Caborde, s.f. En Franche-Comté, maison de vignes, en pierre, qui affecte la forme d'une ruche, d'un cône ».
6. ↑  Marcel Lachiver, dans son Dictionnaire du monde rural (Fayard, 1997, p. 334), indique : « Caborne , s. f. Dans le Lyonnais, hutte, cabane, petite maison dans laquelle les journaliers se mettent à l'abri. ». « Et d'ajouter : On trouve aussi caborde. Dans le Jura, cabeune. »
7. ↑  Marcel Lachiver, Dictionnaire du monde rural : les mots du passé, Fayard, 1997, p. 336 : « Caburoche, s. f. En Vendômois, petite cabane, maisonnette servant d'abri dans les vignes ».
8. 1 2 3 4 5  Pierre Poupon, Gabriel Lioger d’Ardhuy, En Bourgogne, Cabottes et Meurgers, 1990.
9. ↑  Marcel Lachiver, Dictionnaire du monde rural : les mots du passé, Fayard, 1997, p. 361 : « Capite, s. f. En Savoie, tonnelle, cabane en bois dans les vignes. »
10. ↑  Toutes les caselles ne sont pas des cabanes de vigne.